# ラオス保護国
ラオス保護国（ラオスほごこく、仏: Protectorat français du Laos）は、1893年から1953年までの間、現在のラオスに存在した東南アジアのフランスの保護国であり、1945年には短期間、日本の傀儡国家となった空白期間を除けば、フランス領インドシナの一部を構成していた。フランス領ラオス保護国は、シャムの属国であったルアンパバーン王国が、フランス・シャム危機の後に設立された。その後、フランス領インドシナに統合され、数年の間に、同様のシャム属国であったチャンパーサック王国も、それぞれ1904年に併合された。
ルアンパバーン王国の保護国は名目上は王の支配下にあったが、実際の権力は現地のフランス総督にあり、その総督はさらにフランス領インドシナ総督に報告していた。しかし、後に併合されたラオス地域は完全にフランスの統治下にあった。第二次世界大戦中、この保護国は1945年の日本の占領下で一時的に独立を宣言した。その直後の日本の降伏後、新たに樹立されたラーオ・イサラ政府によってフランスの支配回復は反対されたが、最終的に1946年4月までにこれに失敗した。保護国体制は再確立されたが、その後ラオス王国は全ラオス地域を包含するように拡大され、フランス連合内で自治を得てラオス王国となった。第一次インドシナ戦争末期のフランス＝ラオス条約によって1953年に完全独立を果たした。フランス領インドシナの最終的な解体は、ジュネーヴ会議で行われた。

## 保護国の設立

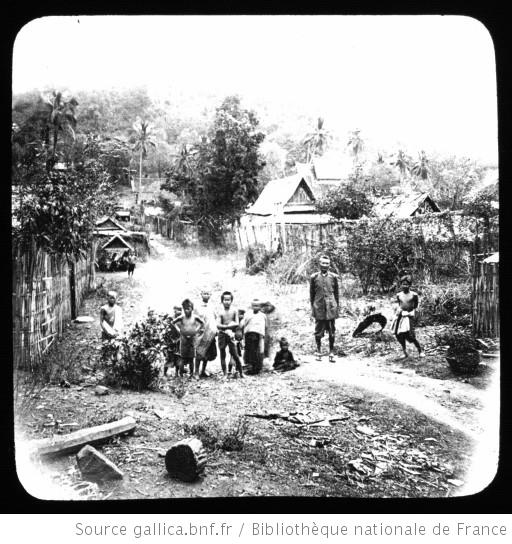
ルアンパバーンでのフランス政府高官とラオスの子供たち（1887年）

1863年にカンボジアを獲得した後、エルネスト・ドゥダール・ド・ラグレに率いられたフランスの探検家たちは、南部のフランス保護領カンボジアおよびコーチシナ（現在のベトナム南部）の領土との間で交易関係が築ける可能性を探るため、メコン川沿いで幾度も探検を行った。1885年、フランス領事館がルアンパバーン王国に設立されたが、同王国はシャム（現在のタイ）の属国であった。シャムの王のチュラーロンコーンは、フランスがルアンパバーンを併合するつもりではないかと危惧し、1886年5月7日にフランスと条約を結び、シャムのラオス諸王国に対する宗主権をフランスに認めさせた
1886年末までにオーギュスト・パヴィがルアンパバーンの副領事に任命され、ラオス領内での探検事業を指揮しつつ、ラオスをフランス領とする可能性を探った。1888年、中国からきた「黒旗軍」と呼ばれる無法者たちがシャムおよびその属国ルアンパバーンを襲い、首都を略奪した。パヴィとフランス軍は後に介入し、ラオス王族を安全な地へ避難させた。その後、ハノイから追加のフランス軍が到着し、ルアンパバーンから黒旗軍を追放した。王都に戻った国王のウン・カムは、王国に対するフランスの保護を要請した。パヴィはその要請をパリのフランス政府へ送付した。ルアンパバーンをフランスの保護国とする法案は、シャム側の抗議にもかかわらず、1889年3月27日に双方の間で署名された
パヴィがバンコク駐在シャム特命大使となり、1892年8月にシャム政府に対して最後通牒を突きつけた後、1893年には外交危機が発生した。この危機は、フランスがイギリスへの約束に反し、軍艦を伴ってバンコクへ進入したパークナム事件へと発展した。この結果、王国はメコン川東岸におけるフランスの支配を認めさせられた。パヴィはラオス領内でのフランスの探検事業を支援し続け、この地域に「ラオス」という現在の名称を与えた。シャムが最後通牒を受け入れ、メコン川以東および島嶼部の割譲に同意した後、ラオス保護国が正式に設立され、ルアンパバーンからヴィエンチャンへと行政首都が移された。ただし、ルアンパバーンは依然として王族の拠点となっており、その権力は名目的なものに縮小され、実権は副領事や駐在総督をはじめとするフランス官吏に委ねられた。1896年1月には、フランスとイギリスが合意を結び、フランス領ラオスとイギリス領ビルマの国境が承認された。

## 行政再編
1898年、ラオスは1887年にベトナムおよびカンボジアのフランス領を統合して成立したフランス領インドシナ連邦に完全に統合された。その後、ヴィエンチャンに植民地総督が置かれ、ラオスはそれまでの2州（「オー・ラオス」と「バ・ラオス」）体制から10州体制へと再編された。ルアンパバーン県における王室は依然として公式な支配者と見なされ、王宮も存続したが、やがてその構成員もフランスが任命した官吏で占められるようになった。残る9州はすべてヴィエンチャンのフランス政府の直轄下に置かれ、各州に駐在総督と軍事拠点が設置された。植民地政府の財政を支えるため、住民に対して課税も導入された
1902年、シャムとの条約によって、王国はメコン川西岸の土地も放棄させられた。これらの土地は現在のサイニャブーリー県およびチャンパーサック県西部を構成している。1904年、シャムがメルプレイ（プリアヴィヒア州）およびチャンパーサック王国をフランスに割譲したことにより、現在のラオスとカンボジアの国境が確定した。公式には王家の名目統治が認められフランスの保護国となったルアンパバーン王国の併合とは異なり、チャンパーサックに関してフランスは保護国条約の締結に意味を見出さなかった。このため、1904年11月22日にチャンパーサック王国は解体宣言され、以後その地域は植民地政府の直轄管理となった。州の再編および一部南部地域をフランス保護領カンボジアに編入したことにより、旧チャンパーサック王国は地図上から姿を消し、チャンパーサック県のみが残された。ただし、最後の王であったラーツァダナイは終身でその称号を保有することが許され、チャンパーサック県知事となり、1908年に県都はパークセーへ移された。1934年には高齢を理由にフランスによって退位させられた
ラオス領のさらに拡大しようとするフランスの計画は1907年に終わりを迎えた。これは、シャムがイギリスと協力してインドシナにおけるフランスの拡張を牽制しはじめ、イギリスがフランスによるシャム併合を警戒して、この地域の勢力均衡が崩れるのを防ごうとしたためである。1904年のフランス植民地行政下で、カンボジアの従来の主張にもかかわらず、ラオスはストゥントレン州を一時的にカンボジア領となっていたチャンパーサック王都と引き換えに割譲した。加えて、聖人蜂起以前はコントゥムおよびプレイクがフランス領安南の保護国下となっていた。

## ラオスにおける植民地主義

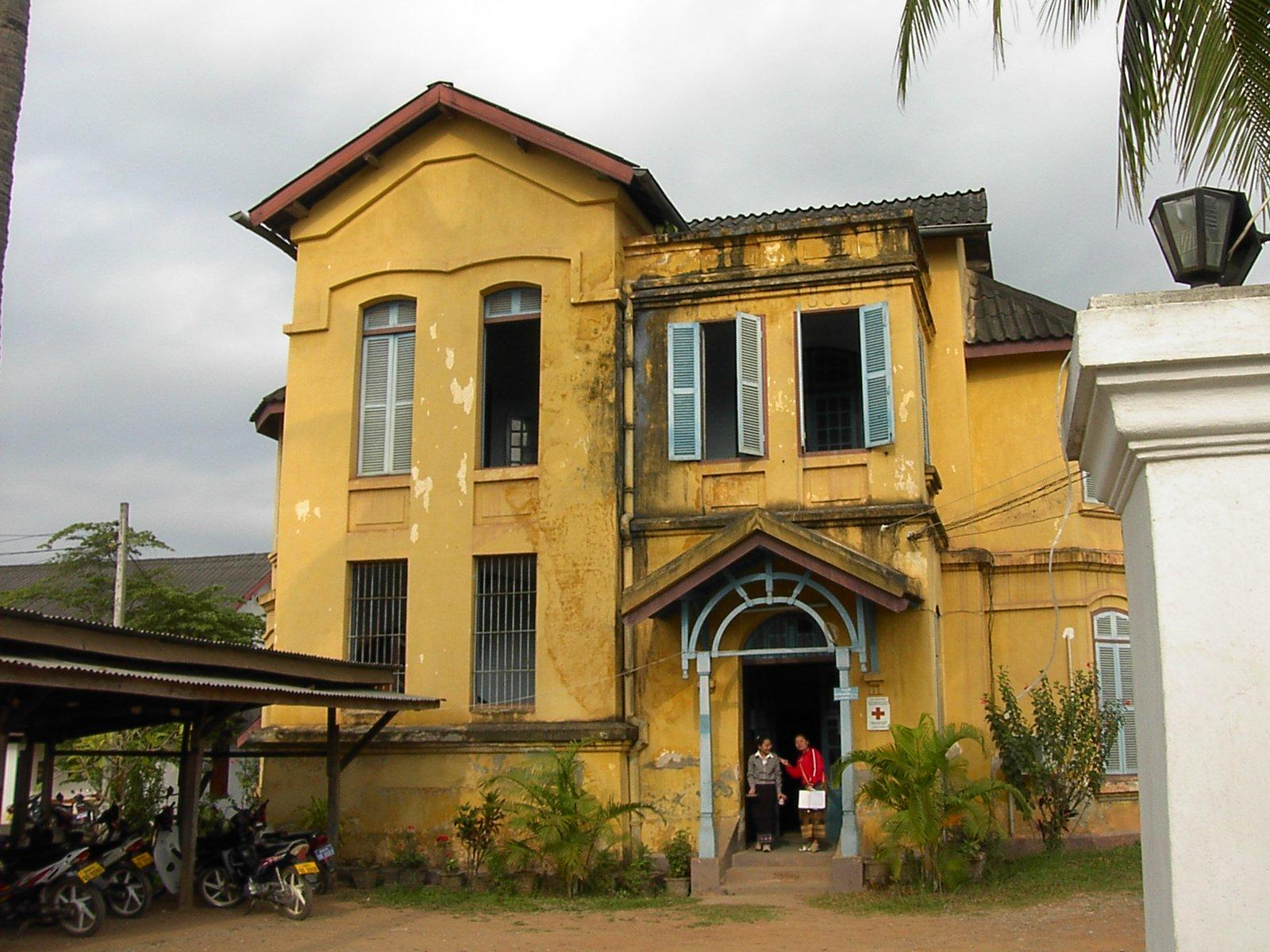
ルアンパバーンに残るフランス植民地時代の建築（現在は保健センター）

シャム併合の大計画に失敗し、またラオスはフランス領インドシナの中で最も人口が少なく（1900年時点で47万人と推定）、交易のための港も持たなかったため、フランスはラオスへの関心を急速に失い、その後50年間ラオスはインドシナのフランス帝国の辺境地として停滞することとなった。公式にはルアンパバーン王国は自治権を持つ保護国であり続けたが、実際にはフランスの在地官によって統治され、他のラオス地域は植民地扱いであった。1904年にルアンパバーン王に即位したシーサワン・ウォンは、55年におよぶ治世を通じて目立ってフランスへの忠誠を示し続けた。
経済面では、フランスはラオスをベトナムほどには開発せず、政府には多くのベトナム人がラオス人の代わりに雇用され、これが地元住民と政府の間に摩擦をもたらした。ラオスの経済発展は極めて緩慢であり、当初は主に稲作や米焼酎などの蒸留業が基盤となった。それにもかかわらず、フランスはラオス経済拡大を計画せず、商業活動は地元住民に任せていた。地理的な隔絶もあり、ラオスは他のフランス植民地に比べてフランスの影響を受けにくく、1937年の推計ではラオス在住のフランス人平民は574人、行政関係者もさらに少数と、ベトナムやカンボジアと比べて著しく小規模であった。フランス支配下では、ベトナム人のラオス移住が奨励され、これはインドシナ全体の植民地空間における実務的課題への合理的解決策とフランス人植民地官僚にみなされていた。1943年までにベトナム人人口は約4万人となり、ラオスの主要都市で多数派を占め、自らの指導者を選ぶ権利も得ていた。その結果、ヴィエンチャンで人口の53%、ターケークで85%、パークセーで62%をベトナム人が占め、ルアンパバーンのみが例外的に主としてラオス人であった。1945年になっても、フランスはヴィエンチャン平原・サワンナケート県・ボーラウェン高原など3地域に大量のベトナム人を移住させる大計画を立てていたが、日本のインドシナ侵攻で頓挫した。そうでなければ、マーティン・スチュアート＝フォックスによれば、ラオス人は自国の支配権を失っていた可能性も十分あったという。
フランス統治下では、社会改革も実施され、盗賊行為の抑圧、奴隷制の廃止、ラオ・ルム多数派によるラオ・トゥンやラオ・スーンへの法的差別の撤廃などが進められた。さらに、ベトナム系や中国系の商人も後に到来し、各都市（特にヴィエンチャン）の人口回復や交易の活性化に寄与した。また、一部のラオ・ルムは地方行政への参加も認められるようになった。しかし、こうした社会改革にもかかわらず、多くの少数民族、特にラオ・スーンの山岳民族はフランス支配の恩恵を受けられず、フランス文化の影響もほとんど受けなかった。

### 反乱

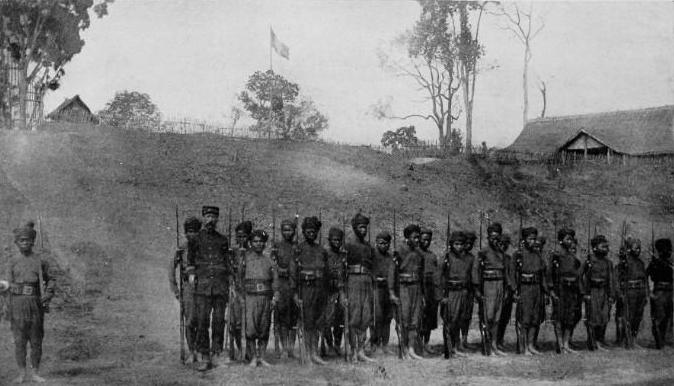
フランス植民地警備隊に所属するラオス兵士、1900年前後

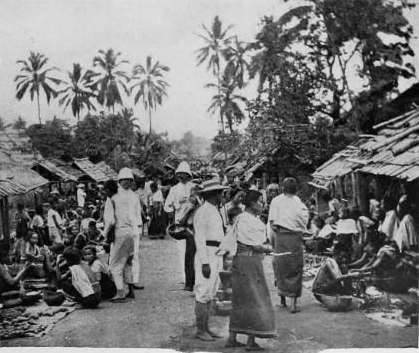
ルアンパバーンの市場、1900年前後

1901年、ラオス南部のボーラウェン高原でラオ・トゥンの一部集団が指導者オン・ケオ（自らを「プー・ミーブン」（聖人）と称した救世主的思想の首長）率いる聖人蜂起を起こした。この反乱はフランスのラオス支配に抗するもので、1910年にオン・ケオが殺害されるまで鎮圧されなかった。しかし、彼の後継者で副官のオン・コマンダムは、後のラオス民族主義運動の初期指導者となる人物であった。  
1899年から1910年にかけ、北部ポンサーリー県では山地部の首長たちがフランス統治と同化政策に抵抗し政治的混乱が発生した。反乱の頂点には、その動乱がトンキン（北ベトナム）の山地部へも拡大し、主にクム族やモン族などの少数民族が中心となった。当初はフランスの影響力強化と行政締め付けへの抵抗として始まったが、後にアヘン取引のフランス側弾圧阻止が目的へと変化した。  
1919年、北ラオスではインドシナ有数のアヘン生産者であるモン族が、フランスの課税と山地部における少数派ラオ・ルムへの特権付与に反発し「狂乱の戦争」として知られる衝突を起こした。モン族反乱軍はラオス人・フランス人官吏が自分たちを「未開の従属集団」として扱っていると主張したが、1921年3月に鎮圧された。この反乱後、フランス政府はモン族にシエンクワーン県での部分的自律を認めた。

### 経済・社会の発展
北部の少数山岳民族による不穏があったものの、ラオス中部および南部地域ではシャム支配時代と比べてフランス統治下の方が好意的に受け止められ、さらにイーサーン（シャム北東部）からラオスへのラオ族の再移住で人口が増加し、交易も再興した。ヴィエンチャンやサワンナケートなどメコン川流域の都市は大きく発展し、パークセーの建設によって南部ラオスのフランス支配も完全に確立された。ただし、都市部には依然としてベトナム人や中国人の大きな少数派が存在していた。
シャムとの交易競争のため、フランスはハノイとヴィエンチャンを結ぶ鉄道計画を提案したが、実現には至らなかった。それでもフランス人植民者によってラオス国道13号線が建設され、ヴィエンチャンとパークセーが結ばれるなど、ラオスで初めて本格的なインフラ整備が進み、この道路は現在も国内で最も重要な幹線となっている。1923年にはヴィエンチャンに法学校が設立され、行政参加を志す現地ラオス人の養成が図られたが、学生の多くはベトナム人であり、彼らが政治職を握り続けていた。
1920年代に入ると錫鉱業やコーヒー栽培が始まったが、国土の孤立性と困難な地形が障壁となり、ラオスは経済的には依然としてフランスにとって魅力の薄い存在であり続けた。ラオス人の9割以上は自給自足農業を営み、税金の支払いのために現金化できる作物をわずかに生産・販売する程度だった。
フランスはラオスにもベトナム同様の同化政策を導入しようとしたが、植民地が孤立していたことや経済的重要性が乏しかったことから、その徹底には長い時間を要した。学校は主に主要都市に設けられ、農村部でフランス教育が普及し始めたのは1920年代以降だった。1930年代にはラオ・ルムや低地住民の識字率が大幅に向上し、ラオス人学生がハノイやパリで高等教育を受けるようになった。しかし山岳地帯では進展が停滞し、少数民族は地理的な隔絶や、フランス語による外来型教育の受け入れを拒んだため、教育普及は広がらなかった。
ラオスに官僚や入植者、宣教師としてやって来た多くのフランス人は、ラオスとその人々に深い愛着を抱き、人生の何十年もを捧げてラオス人の生活向上に尽力した。中にはラオス人の妻を娶り、言語を学び、仏教に改宗して「現地化」した者もいた。これは当時のフランス帝国では、イギリス帝国よりも容認されていた。しかし欧州人に特有の人種観から、ラオス人を「穏やかで愛想がよく、子どもじみて素朴で怠惰」と分類し、「愛着と苛立ちの入り混じった」感情で接する傾向もあった。
ラオス民族主義の形成におけるフランスの貢献は、ラオス国家そのものの創出を除けば、極東フランス学院の東洋学者たちによるところが大きい。彼らは遺跡調査やラオス史料の発掘・出版、ラーオ語の標準化、荒廃していた寺院や墓地の修復などを行い、1931年にはヴィエンチャンに独立したラオス仏教学院を設立した。ここではパーリ語が教えられ、ラオス人が自らの古代史や仏典を学ぶことができるようになった。

## 第二次世界大戦中のラオス
ラオスは外部の劇的な出来事がなければ、フランス帝国の辺境地として永遠に停滞していたかもしれない。しかし、1940年以降、国を大きく揺るがす外部要因が押し寄せた。
1940年9月22日、日本軍がフランス領インドシナに進駐した。これは数か月前のフランス敗北により成立したヴィシー・フランス当局のしぶしぶの協力のもとであった。以後、日本軍の駐屯は段階的に進み、インドシナ各地に日本軍が置かれたが、行政は依然フランスによって行われていた。
それ以前の1932年、シャム首相のプレーク・ピブーンソンクラームはクーデターで国王を廃し、自らの軍事独裁政権を樹立した。その後国名をタイと改称し、ラオス人も含めすべてのタイ系民族を一つの国家に統一しようとした。1940年10月ごろ、タイは前年からのフランスの弱体化を見て、ヴィエンチャン県とチャンパーサック県の間でメコン川東岸への攻撃を開始した。これは1941年1月にはタイによる本格的な侵攻へと発展した。当初、タイは勝利を収めたが、その後攻勢は頓挫し、フランス側はコーチャン島沖海戦で大勝し、膠着状態となった。日本は停戦を仲介し、フランス植民地政府に対し、チャンパーサック県・サイニャブーリー県（ラオス）、バタンバン州（カンボジア）をタイへ割譲するよう強いたことで戦争は終結した。
これらの領土喪失はインドシナにおけるフランスの威信に大きな打撃となった。ラオスの主要州であるルアンパバーン（かつてのルアンパバーン王国）は、その補償として全ラオスの主権を要求し、フランス留学経験を持つサワーンワッタナーが主導した。1941年3月のフランスの秘密報告は、ラオス国民の間に民族主義的願望が生じていることを認識していたが、チャンパーサック家が他王家に従属する形になればタイと連携する可能性も警戒していた。こうした領土喪失により、同地域に対するフランスの支配力はすでに弱体化していた。1941年8月21日、サワーンワッタナーとモーリス・ロック駐在総督は協定に署名し、シエンクワーン県とヴィエンチャン県をルアンパバーン王国に編入し、保護国の地位もフランス保護領カンボジアおよび安南と同等となった。ラオスの重要性が高まったことで王国行政は大きく近代化され、王国がさらに南下拡大してもフランスは異議を唱えないと表明した。王子のペッサラートが初代首相に就任し、国王のシーサワン・ウォンの新たな諮問評議会の議長にはサワーンワッタナーが就いた。
タイの影響力を排除し支持を維持するために、インドシナ総督のジャン・ドクーはラオスの民族主義運動である「国家刷新運動」の台頭を奨励した。この運動はタイの拡張からラオス領土を守ることを目的とした。フランスの報告書では「保護国政府が、少なくとも教育を受けた層の間でラオス独自の自立的個性を創り出すのに成功しなければ、彼らはますます隣国に魅力を感じるようになり、この状況は新たな問題を生むだろう」と述べられていた。この時期、ラオスでは過去40年よりも多くの学校が建てられ、フランス極東学院も「ラオス国民理念殿堂」と改称された。この運動は宣伝新聞『Lao Nyai』（大ラオス）も1941年1月に発行し、タイの対ラオス政策や割譲地を非難するとともに、ラオス全土に共通のアイデンティティを喚起した。紙面ではラオス文化や歴史を称える詩のコンクールを行い、「ラーンサーン王朝」時代からの「輝かしい系譜」として現代ラオス人を紹介する欄も設けた。ただし、新聞は公式なフランス施策の枠を逸脱したり、露骨な国民主義を掲げたりすることは許されなかった。また紙面では、王国拡大とフランス秘密保証に勇気づけられた国王のシーサワン・ウォンの動静も伝えられ、彼は1941年にプノンペンへ向かう途中、チャンパーサック県など南部諸都市を歴訪した。戦争末期の1944年には、南部でラオス民族のための完全独立を掲げフランスを支持しない「ラオ・セリ運動」も結成された。

## 日本の傀儡国家
1944年、シャルル・ド・ゴールの指揮によるパリ解放が実現した。同時期、日本軍は太平洋戦線で大きく劣勢となり、最後の局面で支持を得るため、1945年3月にフランス統治を廃止した。この際、ラオスにいた多くのフランス当局者は日本軍によって投獄されるか処刑された。親仏派の国王のシーサワン・ウォンもまた日本軍により監禁され、ペッサラートの強い働きかけもあり、自国のフランス保護国解除を宣言し、1945年4月8日には日本の圧力下で大東亜共栄圏への参加を表明させられた。ペッサラートは新たに独立した傀儡国家で引き続き首相を務めた。
日本の降伏（8月15日）後、ペッサラートは南部州と独立したルアンパバーンの統合を推進した。これは国王のシーサワンおよび王宮と対立する形となり、国王は既にフランスと国の旧植民地状態への復帰で合意していた。ペッサラートは国王に再考を促し、全ラオス州知事に日本の降伏はラオスの独立地位に影響しないと通知、外国勢力の干渉に抵抗するよう警告した。9月15日、彼は南部地域との「ラオス王国」統合を宣言し、これを受けて国王は10月10日にペッサラートを首相の職から解任した。

## フランスの復帰
フランスと日本のいずれの支配も及ばない権力の空白状態の中、解任されたペッサラートや他のラオス民族主義者たちはラーオ・イサラ（自由ラオス）を結成し、1945年10月12日に政権を掌握し、独立を再確認した。新政府の財務大臣となったカタイ・ドン・サソリットは戦後、「現状への復帰は生涯一度も働いたことがなく、ラオス国民の要求や希望に一切関心を持たなかったサワン皇太子には望ましいものだったかもしれないが、それは1940年のシャムの侵略や1945年の日本の行動以後の我々の感情と認識の変化をまったく理解していない」と記した。「我々はそれを認めるわけにはいかなかった」。ラーオ・イサラ政権は国王に退位して王政の将来について決定を待つよう要請し、1945年11月10日には王子のシスーマン・サレウムサックと王子のブーニャワットが率いる30人の武装集団が王宮へ進軍し、王族を軟禁下に置いた。
インドシナ全体の情勢は混乱し、中国の呂漢率いる第93師団が仏領北部で日本軍を占領・武装解除し、一方、イギリスはグレイシー指揮下で南部を同様に制圧した。イギリスはフランス支配の復活を助け、中国はこれを妨害した。その間、共産主義のベトミンが新たな占領勢力およびベトナムでのフランス復帰に対して蜂起し始めた。ラオス国内にはフランス派、タイ派、ベトナム派、王室派、民族主義派とあらゆる勢力への共感が存在し、政治情勢は極度に混迷した。ルアンパバーンの王室はド・ゴールから統一ラオス王国の約束を得ており、引き続きフランスの保護を支持した。同時に中国やベトナムからの脅威を憂慮し、防衛能力のなさを案じていた。ベトミンの脅威はラーオ・イサラおよびペッサラートの支持者にも広がっており、ペッサラートは1945年10月に連合国への要請で「ラオス人は自国の土地で貧しく遅れた少数派になり果てた」と述べ、主要都市（ルアンパバーン以外）でベトナム人が多数派であると指摘した。
ラーオ・イサラ政権は1946年初めには国内の支配を失いはじめた。資金がすぐに底を突き、フランス復帰を支援する連合国の姿勢から国外支援も受けられなかった。ラーオ・イサラ最大の弱点は、常に都市部中心の小規模運動のままで、農村部と根強く結びつけなかった点にあった。最後の正統性確保の試みとしてラーオ・イサラは、国王のシーサワーンウォンに立憲君主としての再即位を要請し、国王もこれに同意した。中国軍撤退後、フランス臨時政府のインフェルト大佐指揮下のフランス軍がラオス人部隊やチャンパサックの王子のブーンウムの支援を受けつつ1946年4月末にヴィエンチャンへ進軍し、フランス人捕虜を解放した。5月にはルアンパバーンにも到達し、ラーオ・イサラはタイへ亡命した。

## ラオスにおける植民地支配の終焉
フランスの統治が再興されると、ラオスは予想以上に変化していたことが明らかになった。親仏派のラオス人ですら、フランスの再来を完全独立までの必要かつ一時的な段階としか見ていなかった。1946年8月27日、統一されたラオス王国がフランス連合内の立憲君主制国家となることを定めた協定が締結された。ルアンパバーン王家がこの体制で支配的地位を得るよう、秘密の取り決めにより、王子のブン・ウムがチャンパーサック家の王位請求を放棄する代わりに新王国の終身監察総監に就任した。1941年にタイに併合された各州は、フランスがタイの国際連合加盟を妨害する構えを見せたことで、11月にそれぞれの国に返還された。12月には新憲法制定議会の選挙が実施され、翌1947年3月に議会が招集され新憲法が承認された。これにより、1947年5月11日、ラオス王国が誕生し、引き続き再編された形のインドシナ連邦の一員となった。新憲法では二院制議会が導入された。
一方、国外亡命していたラーオ・イサラは分裂を始めていた。彼らはベトミンの支援を受けつつフランスに対して小規模なゲリラ活動を行っていたが、1947年にタイが親仏政策に転じると、タイ国内での軍事活動を継続できなくなった。1945年から46年の政権期にベトミン支持が強すぎて孤立していた王子のスパヌウォンは、ベトミン支配地域に拠点を移し現地で活動継続を主張したが、これが拒否されるとラーオ・イサラを離れ、ベトミンに全面的に合流した。その後、彼は共産主義勢力であるパテート・ラオの指導者となる。
その間、1949年7月には内外の圧力を背景にラオスの自治拡大が認められ、これによってラーオ・イサラは解散し、恩赦のもと徐々に帰国した。この時点で、ラオスは外交と国防こそ依然フランスの支配下にあったものの、国際連合に加盟できる状態となった。世界的な反植民地主義の流れと、第一次インドシナ戦争でのベトミンに対するフランスの支配力低下を背景に、ラオス王国はフランス＝ラオス条約によって完全独立を達成し、ジュネーヴ協定においてインドシナ全域のフランス支配終焉が確認された。